# Palazzo Ischitella
Le Palazzo Ischitella est un palais monumental de Naples donnant sur la Riviera di Chiaia.

## Histoire
Le palais est construit par le gentilhomme Mattia Casamatte au XVIIe siècle, mais il est endommagé par les révolutionnaires de Masaniello et reconstruit. L'édifice passe à la famille Pinto, princes d'Ischitella. 
Le prince Francesco Pinto d'Ischitella, ministre de la guerre sous le règne des Bourbons, le réaménage et fait ajouter de nouvelles décorations. Lorsque Garibaldi fait son entrée à Naples, le prince s'enfuit et le palais devient ensuite l'Hôtel de Grande-Bretagne  plus tard l'Hôtel Grande-Bretagne-Riviera. 
L'intérieur du palais est ensuite transformé en appartements et certaines parties sont reconstruites.